# Nyazeelandduva
Nyazeelandduva (Hemiphaga novaeseelandiae), eller kereru, är en fågelart som tillhör familjen duvor och är endemisk för Nya Zeeland.

## Utseende
Nyazeelandduvan är en ganska stor duva, med en längd på cirka 51 centimeter och en vikt på omkring 650 gram. Fjäderdräkten är grönaktig till purpurfärgad med vitt bröst. Ögonen, näbben och fötterna är rödaktiga.

## Utbredning
Innan människans ankomst till Nya Zeeland fanns nyazeelandduvan över stora delar av både Nordön och Sydön. Efter människans kolonisering av öarna har dess utbredning minskat kraftigt, särskilt på Nordön. Lokalt är den fortfarande vanlig på en del platser i regionerna West Coast och Otago på Sydön. 

## Systematik
Nyazeelandduvan är nära släkt med fruktduvorna i Ptilinopus. Tidigare behandlades chathamduvan (Hemiphaga chathamensis) som en underart till nyazeelandduvan, men denna urskiljs nu allmänt som egen art. Å andra sidan ansågs den utdöda populationen på Norfolkön vara en egen art, Hemiphaga spadicea, men den förs nu som underart till nyazeelandduvan.

## Ekologi
Dess naturliga habitat är skogar där den äter frukt från olika inhemska träd. Ett enkelt bo byggs uppe i ett träd och ett enda ägg läggs per häckninssäsong. Ägget ruvas i runt 28 dagar och efter kläckningen tar det ungefär 36 dagar innan ungen är flygfärdig.

## Status och hot
Arten har ett stort utbredningsområde och tros öka i antal. Internationella naturvårdsunionen IUCN listar den därför som livskraftig (LC). De största hoten mot arten är jakt och habitatförlust genom omvandling av skogsmark till jordbruksmark, samt införda predatorer som råttor och katter.